# Бесарабијска Совјетска Социјалистичка Република
Бесарабијска Совјетска Социјалистичка Република или Бесарабијска ССР (рум. Republica Sovietică Socialistă Basarabeană, рус. Бессарабская Советская Социалистическая Республика) био је револуционарни комитет створен под патронатом Совјетске Русије, с циљем да се успостави совјетска република у оквиру Бесарабије. Једина бесарабијска територија под контролом комитета био је град Бендер током устанка 27-28. маја 1919. године. Док је влада распуштена касније 1919. године, идеја је поново оживела током Татарбунарског устанка, када је други комитет држао контролу над неким селима у јужне Бесарабије током неколико дана септембра 1924. године.

## Историја
Бесарабијска ССР је проглашена 5. маја 1919. у Одеси на 2. обласној бољшевичкој конференцији као „Привремена радничко-сељачка влада у егзилу“ и основана 11. маја 1919. у Тираспољу као аутономни део Руске СФСР. Ни Одеса ни Тираспољ нису били део историјске Бесарабије. Планиране територије укључивале су Тираспољски ујезд Херсонске губерније и Балта и Олгопољске ујезде Подолске губерније. Самопроглашена влада Бесарабијске ССР никада није успела да контролише ниједан део Бесарабије, која се 9. априла 1918. ујединила са Румунијом. Совјетске власти нису признале Савез Бесарабије са Румунијом, а проглашење Бесарабијске ССР је била политичка мера која је имала за циљ да припреми будућу инвазију Црвене армије на Бесарабију.
Де факто влада је водила разговоре са француским војним властима о војном и политичком решењу, али је распуштена у септембру 1919. након што је Дењикинова војска преузела контролу над Одеским регионом.
Западноевропске силе признале су унију Бесарабије и Румуније Париским уговором 1920. године. Међутим, Сједињене Америчке Државе су одбиле да потпишу Уговор на основу тога што Русија није била заступљена на конференцији. Ово је помогло Совјетском Савезу у његовој континуираној жељи да поврати Бесарабију, што му је и успело двадесет година касније.